# Nerodia erythrogaster
Espèce
Synonymes
- Coluber erythrogaster Forster, 1771
- Tropidonotus transversus Hallowell, 1852
- Nerodia erythrogaster transversa (Hallowell, 1852)
- Natrix erythrogaster (Forster, 1771)
- Natrix erythrogaster flavigaster Conant, 1949
- Nerodia erythrogaster flavigaster (Conant, 1949)
- Natrix erythrogaster neglecta Conant, 1949
- Nerodia erythrogaster neglecta (Conant, 1949)
- Natrix erythrogaster bogerti Conant, 1953
- Nerodia erythrogaster bogerti (Conant, 1953)
- Natrix erythrogaster alta Conant, 1963
- Nerodia erythrogaster alta (Conant, 1963)

Statut de conservation UICN

 LC  : Préoccupation mineure
Nerodia erythrogaster est une espèce de serpents de la famille des Natricidae. 

## Répartition
Cette espèce se rencontre :
- aux États-Unis dans les États du Maryland, du Texas, de l'Oklahoma, du Kansas, de la Louisiane, de l'Arkansas, du Missouri, du Mississippi, de l'Alabama, de la Géorgie, de Caroline du Sud, de l'Illinois, de l'Indiana, de l'Ohio, du  Delaware, dans l'est de la Caroline du Nord, dans le nord de la Floride, dans le sud du Michigan et dans le Sud-est de l'Iowa ;
- au Mexique dans les États de Durango, de Zacatecas, de Coahuila et de Nuevo León.

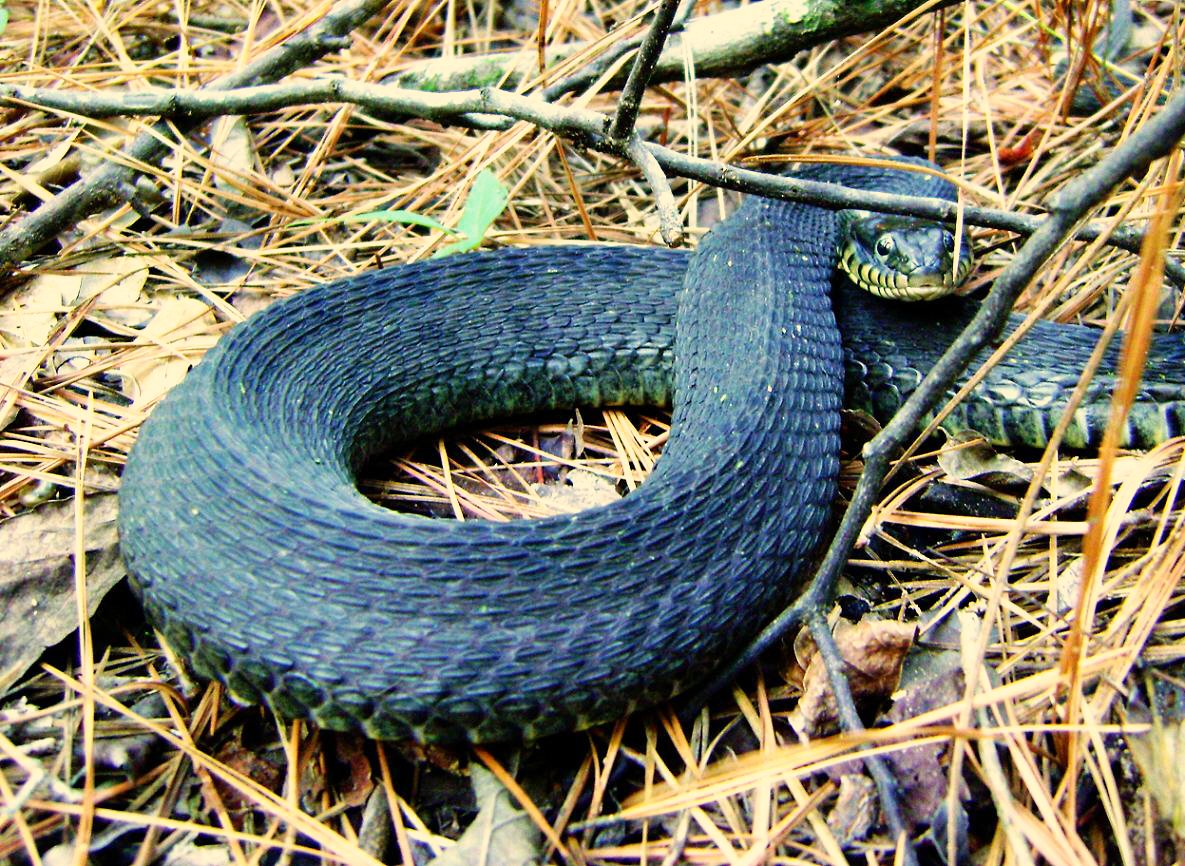
Nerodia erythrogaster flavigaster

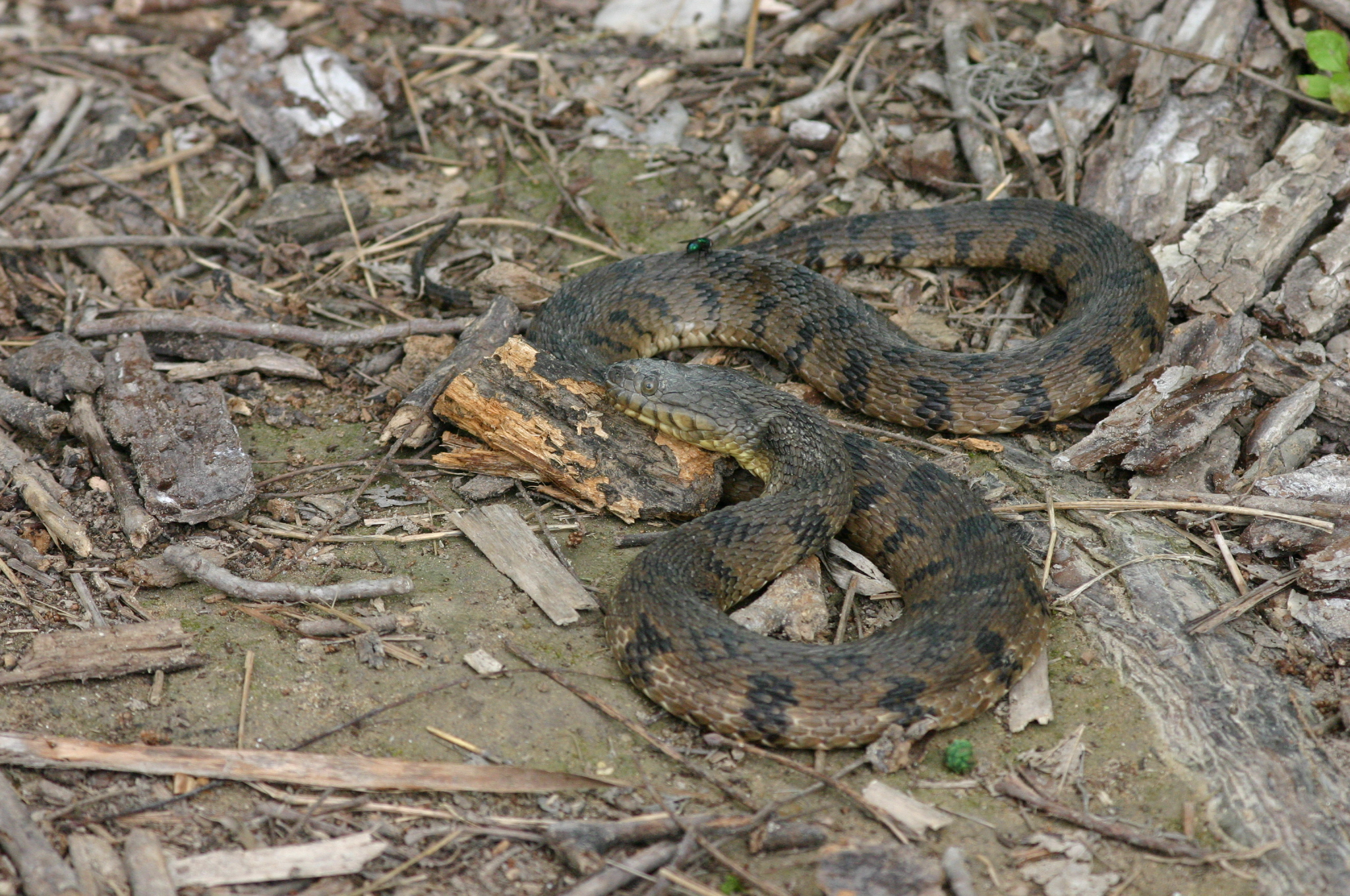
Nerodia erythrogaster transversa

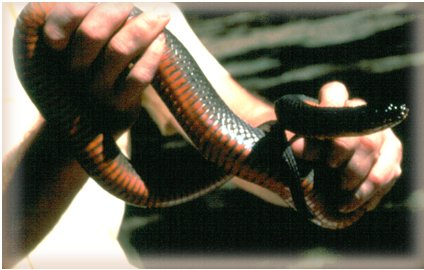

## Publications originales
- Conant, 1949 : Two new races of Natrix erythrogaster. Copeia, vol. 1949, no 1, p. 1-15.
- Conant, 1953 : Three new water snakes of the genus Natrix from Mexico. Natural history miscellanea, vol. 126, p. 1-15.
- Conant, 1963 : Another new water snake of the genus Natrix from the Mexican plateau. Proceedings of the Biological Society of Washington, vol. 76, p. 169-172 (texte intégral).
- Forster, 1771 in Bossu, 1771 : Travels through that part of North America formerly called Louisiana, vol. 1 (texte intégral).
- Hallowell, 1852 : Descriptions of new species of reptiles inhabiting North America. Proceedings of the Academy of Natural Sciences of Philadelphia, vol. 6, p. 177-182 (texte intégral).